# Proekt
Proekt (en russe : Проект, litt. « Projet ») est un média indépendant russe spécialisé dans le journalisme d'investigation. Il s’est illustré par des enquêtes audacieuses, notamment sur la supposée troisième fille de Vladimir Poutine ou encore sur les biens de la seconde épouse de Ramzan Kadyrov. Le 29 juin, trois de ses journalistes ont fait l’objet de perquisitions, que la rédaction relie à une enquête sensible sur la fortune et les proches du ministre de l’Intérieur, Vladimir Kolokoltsev. Peu après la publication d’une investigation conjointe sur un trafic de bois sibérien — exporté illégalement vers Ikea via l’Indonésie —, les autorités russes ont classé en 2021 Proekt parmi les organisations jugées « indésirables », ce qui implique de facto la fermeture du média en Russie.